# 索馬利亞跳棋
索馬利亞跳棋（High Jump），是索馬利亞的兩人傳統棋類，是種跳吃棋類遊戲，與古埃及的埃及夾棋有關，是中東跳棋的前身。

## 棋具
- 通常為5*5方格的棋盤，中心格劃有X字。

- 雙方棋子以兩色區分敵我，各十二枚。

## 規則
- 棋子皆放在棋格上。每方棋子放在最近的兩條橫列上，以及中間橫列的右邊兩個棋格，中心格為空位。
- 在每回合玩家可能有二種行動，移動只有縱橫方向，以跳吃為優先：
  - 跳吃：己棋跳過一枚鄰邊的敵棋落到同方向的緊連空格，然後把被跳過該敵棋移出棋盤。但無法跳吃位於中心格的敵棋。
    - 當玩家回合第一著有跳吃時，再多一著才回合結束。

  - 當無法跳吃時，移動一己子到鄰邊空格。
- 消滅所有敵棋者獲勝[2]。

## 外部連結
- 棋具照片 （页面存档备份，存于）